# Aenictus humeralis
Aenictus humeralis é uma espécie de formiga do gênero Aenictus.